# Каванна, Джузеппе
Джузеппе Каванна (итал. Giuseppe Cavanna; 18 сентября 1905, Верчелли - 1976) — итальянский футболист, вратарь. Чемпион мира 1934 года.

## Карьера
Джузеппе Каванна был воспитанником клуба «Про Верчелли», с которым и дебютировал в чемпионате Италии в 1925 году. Затем выступал за клуб «Наполи», с которым дважды, в 1933 и 1934 годах был третьим в чемпионате. Затем играл за клуб серии С «Беневенто», а завершил карьеру в родном «Про Верчелли»
Джузеппе Каванна играл только за вторую сборную Италии, но в 1934 году был призван Витторио Поццо под знамёна национальной команды, которая поехала на чемпионат мира, сам турнир Каванна наблюдал со скамьи запасных, будучи дублёром Комби, на поле не выходя, но всё же стал чемпионом мира.
Любопытный факт, Каванна приходился дядей знаменитому Сильвио Пиоле, но это не помешало племяннику в матче «Наполи» - «Про Верчелли», проходящему в сезоне 1930-1931, сломать Каванне ключицу в столкновении в штрафной площадке.

## Статистика
| Сезон     | Клуб         | Лига               | Чемпионат | Чемпионат |
| Сезон     | Клуб         | Лига               | Игры      | Голы      |
| --------- | ------------ | ------------------ | --------- | --------- |
| 1924-1925 | Про Верчелли | 1-й дивизион       | 0         | 0         |
| 1925-1926 | Про Верчелли | 1-й дивизион       | 15        | 0         |
| 1926-1927 | Про Верчелли | Дивизион Национале | 18        | 0         |
| 1927-1928 | Про Верчелли | Дивизион Национале | 20        | 0         |
| 1928-1929 | Про Верчелли | Дивизион Национале | 12        | 0         |
| 1929-1930 | Наполи       | Серия А            | 31        | 0         |
| 1930-1931 | Наполи       | Серия А            | 21        | 0         |
| 1931-1932 | Наполи       | Серия А            | 28        | 0         |
| 1932-1933 | Наполи       | Серия А            | 27        | 0         |
| 1933-1934 | Наполи       | Серия А            | 25        | 0         |
| 1934-1935 | Наполи       | Серия А            | 18        | 0         |
| 1935-1936 | Наполи       | Серия А            | 1         | 0         |
| 1936-1937 | Беневенто    | Серия С            |           |           |
| 1937-1938 | Про Верчелли | Серия В            | 30        | 0         |
| 1938-1939 | Про Верчелли | Серия В            | 10        | 0         |

## Достижения
- Чемпион мира: 1934